# Affaire Norshield
L'affaire Norshield est une fraude financière survenue au Canada durant les années 2000. Elle implique le groupe financier Norshield, un gestionnaire de fonds de fonds de couverture, qui se spécialisait dans trois aspects d'investissements alternatifs : la création de produits, la recherche exclusive et la consultation.
La débâcle de Norshield a entraîné la perte de plusieurs centaines de millions de dollars pour près de 2000 investisseurs particuliers et institutionnels.

## Origines
Le 25 septembre 1996, la compagnie Norshield Asset Management (Canada) Ltd. a été constituée. L’entreprise, dont le siège était situé à Montréal, était une filiale de Norshield Capital Management Corporation. Son propriétaire s’appelait John Xanthoudakis, dit John X.
Selon la Commission des valeurs mobilières de l'Ontario (CVMO), Xanthoudakis était propriétaire, directement ou indirectement de onze entités différentes faisant partie de la structure d’investissement de Norshield, soit : Norshield Investment Partners Holdings Ltd., Norshield Investment Corporation, Norshield Asset Management (Canada) Ltd., Olympus United Funds Holdings Corporation, Norshield Financial Holdings Ltd., Norshield Capital Management Corporation, Norshield Investment Partners Inc. (U.S), Olympus United Funds Corporation, Olympus United Bank and Trust SCC, Olympus United Group Inc. et Norshield Asset Management Ltd. (U.S.).

## Apogée
En novembre 2003, Norshield disait avoir franchi le cap du milliard de dollars d'actifs sous gestion. « Nous entrons également dans le club des 25 plus grands gestionnaires de fonds de fonds de couverture au monde », déclara fièrement Xanthoudakis, qui n’a pas diplôme en finance.

## Affaire Cinar
En septembre 2002, deux experts comptables de la firme PricewaterhouseCoopers (PWC) ont été mandatés par la Cour suprême des Bahamas pour procéder à la liquidation des firmes d’investissement bahaméennes Globe-X Management et Globe-X Canadiana après que celles-ci eurent cesser de rembourser à Cinar, un producteur d’émission pour enfants aujourd’hui appelé Cookie Jar Entertainment, des sommes dû s’élevant à plus de 44 millions $ US.
En janvier 2003, les médias révélaient que la Corporation Cinar avait intenté une poursuite de 500 000 $ contre les hommes d'affaires John Xanthoudakis, de Laval, et Thomas P. Muir, de Nassau, leur reprochant leur gestion de la somme de 125 million $ US que trois dirigeants de Cinar (Ronald Weinberg, Micheline Charest, Hasanain Panju) leur avait confié, entre 1998 et 2000. Xanthoudakis et Muir avaient pour mandat de placer ces fonds dans des obligations de premier ordre, telles DuPont, IBM, General Motors Acceptance, etc. La poursuite alléguait que les deux hommes d’affaires auraient plutôt donnés ces sommes en garantie à des prêteurs afin quelles soient investies dans Globe-X Canadiana, une firme contrôlée par Norshield International dans laquelle les deux hommes avaient des intérêts directs, le tout à l'insu du conseil d'administration de Cinar. Quelques jours plus tard, Globe-X a contre-attaqué en déposant une demande reconventionnelle de 66 millions $ CAN contre Cinar, alléguant que celle-ci se serait rendue coupable de rupture de contrat, de diffamation et d'affirmations mensongères dans l'intention de nuire.
En janvier 2005, Xanthoudakis a demandé à la Cour supérieure du Québec de prononcer une ordonnance de non-publication interdisant aux quotidiens The Gazette et La Presse de publier un article portant sur le témoignage de Robert Daviault, l'ex-chef de la direction financière de Norshield International et de Globe-X Management. La requête demandait également au tribunal d’ordonner à La Presse, The Gazette et à Cinar de détruire toutes les copies de la transcription du témoignage de Daviault qu’ils avaient en leur possession. Daviault avait été interrogé par un avocat agissant pour le compte de PWC en décembre 2004. La transcription de son témoignage avait ensuite été déposée à la chambre des faillites de la Cour supérieure. Durant l’audience, Me Bernard Boucher, l’un des avocats de Xanthoudakis, a fait valoir au juge Clément Gascon que le nom de son client ne devrait pas été publié en lien avec le témoignage de Daviault.
Le 19 janvier 2005, le journaliste Francis Vailles de La Presse a révélé que le Groupe financier Norshield agissait comme conseiller financier pour les entreprises Globe-X. Xanthoudakis, qui a tenu à rencontrer La Presse pour expliquer les motifs de sa demande d’ordonnance de non-publication, a reconnu que Norshield avait conseillé à Cinar une stratégie d’investissement prévoyant que 80 % des quelque 120 millions $ US transférés aux Bahamas soient investis sur marge dans des placements risqués, tandis que le reste était investi dans des obligations de première qualité. Le même jour, la Cour supérieure a accordé la requête de Xanthoudakis. Le juge Gascon a estimé que les lois canadiennes ne permettaient aux liquidateurs de PWC de déposer la transcription du témoignage de Daviault. Cette décision a cependant été annulée par la Cour d’appel du Québec en mars 2006.
Le lendemain, The Gazette a révélé qu’une équipe de quatre policiers de la Sûreté du Québec menait une enquête sur les transferts de fonds de la Corporation Cinar aux Bahamas. Neil Stein, un avocat agissant pour PWC, a de plus indiqué que la SQ n’était pas le seul corps policier à enquêter sur cette affaire, sans préciser desquels il faisait référence.
Le 23 février, le juge Lyons de la Cour suprême des Bahamas a autorisé Cinar à transmettre à la SQ tous les documents se trouvant aux Bahamas relatifs aux transferts de fonds dans ce pays des Caraïbes. « Cinar croit qu'un stratagème factice d'investissement a été mis en place dans le but de prendre des sommes substantielles de Cinar par la tromperie. Cinar est d'avis que John Xanthoudakis, Norshield et des dirigeants principaux de Cinar [à l'époque] ont conspiré pour frauder Cinar, écrit le juge. Si les allégations de Cinar sont fondées, alors il s'agit d'un scandale transfrontalier majeur ». Le 21 avril, Norshield et Xanthoudakis ont intenté deux poursuites au civil totalisant 20 millions $ à l’endroit des parties qui étaient à l’origine des propos tenus dans le jugement du tribunal des Bahamas, soit Cinar, Wesley Voorheis - l'homme mandaté par Cinar pour récupérer les sommes des Bahamas - et les deux comptables de PWC chargés de liquider les entreprises Globe-X. « Cette poursuite est un total sac à merde de cheval » a déclaré l’avocat de Voorheis à La Presse.
Le 10 mai, La Presse a révélé qu’un nouveau rapport des liquidateurs de PWC montrait pour la première fois que Norshield et Xanthoudakis avaient joué un rôle actif dans les transferts de fonds de Cinar aux Bahamas. Ce rapport, basé notamment sur le témoignage de Daviault, alléguait que Globe-X Canadiana avait subi un « nettoyage » comptable en mars 2000, lorsque le conseil d'administration de Cinar découvrit que plus de 100 millions $ avaient été transférés sans son aval aux Bahamas. Ce « nettoyage » avait principalement été ressenti par les gestionnaires, « qui devaient être le Groupe financier Norshield, avec John Xanthoudakis faisant des recommandations », a témoigné Daviault. Le rapport évoque un investissement de Globe-X Canadiana totalisant 73 millions $ US dans l'entreprise Globe-X Emerald. Les livres de Canadiana indiquaient que les fonds investis dans Emerald avaient été soi-disant garantis par des investissements dans de petites entreprises du Québec, notamment Vehitech, Microslate, Honeybee Technology et AMT International Mining Corporation. « Les liquidateurs ont conclu que l'investissement dans Globe-X Emerald était une supercherie créé pour gonfler le bilan de Globe-X Canadiana et possiblement persuader Cinar que ses fonds avaient été correctement investis et supportés par des actifs tangibles. La vérité était décidément différente », lit-on dans le rapport.
Le 17 mai 2005, Cinar a amendé sa poursuite civile intentée contre Xanthoudakis et Muir, en faisant passer le montant réclamé de 500 000 $ à 59 millions $. La poursuite alléguait désormais que les deux défendeurs étaient « les principaux responsables » derrière les opérations entourant le transfert des quelque 120 millions $ de Cinar aux Bahamas. « Muir recevait les ordres de Xanthoudakis, qui lui était subordonné », indiquait le texte de la poursuite amendée. Ces nouvelles allégations s’appuyait sur les rapports des comptables de PWC.

## La débâcle
Entre-temps, les allégations de fraude transfrontalière commençaient à miner la confiance des investisseurs à l’endroit du groupe Norshield et de ses produits. Ainsi, en avril, la caisse de retraite des employés de la Ville de Sherbrooke, qui avait transféré 16 millions $ à Norshield, a mis « sous surveillance » le groupe dirigé par Xanthoudakis. La Ville de Saguenay, qui avait transféré environ 15 millions $ à Norshield, disait de son côté qu’elle envisageait de revoir ses engagements avec celui-ci.
Durant la première semaine de mai 2005, les médias ont rapporté que le Groupe Industrielle Alliance avait demandé au Groupe financier Norshield de leur rembourser les fonds, s’élevant à 80,2 millions $, qu'il leur avait confié. Cette demande subite a provoqué une crise de liquidités chez Norshield, obligeant l'entreprise à suspendre les remboursements pour ses clients du fonds Olympus Univest Limited. Norshield a ensuite annoncé la vente la division de gestion de placements de sa filiale Norshield Asset Management, qui gérait les fonds Olympus United Univest, à la société Aragon Investments Corp. pour une somme indéterminée.
Le 20 mai 2005, l'Autorité des marchés financiers (AMF) a annoncé qu'à sa demande, le Bureau de décision et de révision en valeurs mobilières (BDRVM) avait interdit toute activité reliée à des opérations sur les actions d'Olympus United Funds Corporation, une division de Norshield, « pour avoir fait défaut dans les délais prescrits de ses états financiers annuels ». À ce moment-là, les autorités n'avaient pas reçu les documents, qui devaient pourtant être déposés le 17 février au plus tard. L’AMF et la Commission des valeurs mobilières de l’Ontario (CVMO) se demandaient ce qu'il était advenu des quelque 197,4 millions $ qui avaient été confiés par les investisseurs de Olympus United Fund. Selon certaines estimations, Olympus représenterait 300 des 500 millions $ US gérés par Norshield. L'argent gelé appartiendrait à quelque 2000 investisseurs, dont environ 10 % résidaient au Québec et 80 % en Ontario. Pendant ce temps, le fonds Olympus a volontairement entrepris sa dissolution, le 19 mai, et nommé le comptable George Clifford Culmer, des Bahamas, comme liquidateur.
Le 14 juin, le juge Benoit Émery, de la Cour supérieure du Québec, a autorisé Cinar à saisir tous les biens meubles ou immeubles de Xanthoudakis et du Groupe Norshield. Selon Cinar, une partie importante de l'argent qui aurait pu lui être remboursé a plutôt été versée, notamment, à la société Univest (22,3 millions US en octobre 2000 et 15 millions US en novembre 2004), une entreprise « liée à Xanthoudakis ». Les liquidateurs de PWC ont par ailleurs obtenu l'autorisation des tribunaux des Bahamas et des États-Unis de geler les comptes où l’on retrouverait une partie de l’actif de Univest, le temps de faire la lumière sur la propriété des fonds. La saisie des biens a eu pour effet de mettre pratiquement un terme à la vente de Norshield Asset Management (Canada), sans pour autant menacer les titres des porteurs de parts d'Olympus ou d'Univest, qui demeuraient la propriété des porteurs.

## Tabassé par la mafia
Le 25 novembre 2005, Xanthoudakis a subi une sévère raclée. Les circonstances entourant le passage à tabac ont été documentés grâce au Projet Colisée, une enquête policière d’envergure sur la mafia italienne montréalaise. Selon des conversations téléphoniques interceptées par la police, Francesco Del Balso, un homme présumément lié au clan Rizzuto, a été mandaté par des dirigeants de la mafia pour récupérer la somme de 5 millions $, investis dans les fonds Olympus. Del Balso, accompagné de Lorenzo Giordano et de Carlos Narvaez Orellana, a rencontré Xanthoudakis dans un cabinet d’avocat à la Place Ville-Marie. Lorsque le dirigeant de Norshield n’a pas donné satisfaction aux trois hommes, il a été roué de coups. Par la suite, les policiers ont entendu Del Balso clamer au téléphone que Xanthoudakis « pissait le sang partout dans le bureau ».
Del Balso et Giordano ont été tous deux été interrogés par la police en rapport avec le passage à tabac de Xanthoudakis mais n’ont jamais été formellement accusés relativement à cet incident. En février 2006, Xanthoudakis a retiré sa plainte auprès de la police. En décembre 2007, Del Balso, a été inculpé de deux chefs de tentatives d’extorsion à l’égard de Xanthoudakis pour le bénéfice d’une organisation criminelle.

## RSM Richter prend le contrôle
Le 2 juin 2005, le BDRVM a accordé une requête de l’AMF demandant de nommer la firme comptable RSM Richter pour superviser les activités de Gestion de placements Norshield. Désormais, toutes les opérations de l'entreprise devront être autorisées par RSM Richter. Ainsi, RSM « jouira d'un accès illimité à tous les actifs, locaux, installations, livres comptables, registres et à tous les renseignements relatifs à l'intimé et à ses entités liées qui pourraient être visés aux états financiers consolidés », est-il écrit dans la décision du BDRVM.
Le 29 juin, le juge Collin Campbell, de la Cour supérieure de l'Ontario, a imposé un séquestre à Norshield et au Fonds Olympus à la demande de la CVMO, avec l’appui de l’AMF. La firme RSM Richter a été choisie pour remplir ce rôle. Cette décision a eu pour effet de dissoudre le conseil d'administration de Norshield et de retirer tout pouvoir à ses dirigeants. De plus, cette nomination permettait à RSM Richter de « prendre le contrôle de tout élément d'actif en Ontario et à conserver tout document appartenant aux parties » visés par l'ordonnance.
En novembre, la firme RSM Richter a déposé un rapport devant la Cour supérieure de l'Ontario. Le rapport évaluait que 94 % (123,5 millions) des fonds investis par 1900 investisseurs dans Olympus United étaient irrécupérables. Ainsi, seuls 8,5 millions avaient été retracés au Canada et dans les Caraïbes. « Tout indique que le taux de recouvrement des réclamations sera minimal », est-il écrit dans le rapport. Au total, RSM Richter cherchait à récupérer 482 millions $, dont 220 millions provenant d’investisseurs institutionnels, dont le Groupe Industrielle Alliance (77,9 millions), la Fondation Chagnon (environ 40 millions), les caisses de retraite des employés de Laval (20 millions), de Sherbrooke (16 millions) et de Saguenay (15 millions).
Le 1er juin 2006, le juge Robert Kressel, d’une cour des faillites américaine, a ordonné la saisie de dizaines de boites de documents de Norshield dans un club de chasse situé en banlieue de Minneapolis, au Minnesota. La saisie a été ordonnée à la demande de RSM Richter. Dans sa décision, le tribunal avait estimé qu’une ordonnance était nécessaire pour prévenir la destruction des documents, une telle éventualité pouvant causer un tort irréparable aux créanciers de Norshield. William Urseth, le copropriétaire du club de chasse, était un proche de Xanthoudakis et avait supervisé le transfert de 71 boites de documents à partir des anciens bureaux de Norshield à Chicago, dans l’Illinois. Selon Éric Rodier, vice-président de RSM Richter, « les documents incluent plusieurs états financiers, comptes bancaires et chèques annulés et certains documents (dont une partie a été détruite) portaient la mention Norshield. Il appert que certains venaient du Canada ». La saisie a permis au séquestre de récupérer 35 boites.
Le 6 mars 2007, le juge ontarien Colin Campbell a autorisé RSM Richter à divulguer à qui de droit tous les documents pertinents aux enquêtes menées sur les activités de Norshield par les autorités policières et réglementaires du Canada, des Bahamas et de la Barbade. Après une longue enquête, le séquestre a ainsi conclu que les possibilités de fraude et de manœuvres injustifiées étaient suffisamment sérieuses pour que le dossier soit transmis à la police. « Les dirigeants des entreprises Norshield, Olympus Univest et Mosaic ont tenté de camoufler la dilapidation des fonds des investisseurs », allègue RSM Richter dans un rapport déposé en cour. Le rapport alléguait également que les dirigeants de Norshield avaient gonflé la valeur de certains actifs pendant des années et détourné plus de 215 millions $ au profit d'entités liées à Xanthoudakis. À ce jour, le séquestre n’avait réussi qu’à récupérer 31 millions sur les quelque 500 millions manquant toujours à l’appel.
Le 13 décembre, RSM Richter a intenté une poursuite de 159 millions $ contre Xanthoudakis et Dale Smith, un autre ex-dirigeant de Norshield, reprochant à ces derniers d’avoir « détourné des actifs de l'entreprise » au détriment des investisseurs et rompu leurs obligations de fiduciaire des fonds.
En janvier 2010, le journaliste financier Francis Vailles, de La Presse, estimait que les frais et honoraires découlant des démarches effectuées par la firme RSM Richter pour récupérer les fonds restants s’élevaient à plus de 10 millions $. Ainsi, si les sommes destinées aux 1900 petits investisseurs correspondaient à environ 13 % de leurs placements (21 millions), les frais et honoraires du séquestre venaient couper cette compensation en deux, ramenant le taux à guère plus de 5,5 à 7,5 % de leurs réclamations. « Le processus pour récupérer les fonds a été plus long que prévu. Tout est une bataille dans ce dossier, ce n'est pas facile », a expliqué Raymond Massi, le responsable du dossier. Quant aux investisseurs institutionnels, Vailles croit qu’ils n'auront droit à guère plus de 3,3 % de leur investissement de 194 millions, et ce, avant les frais.

## Procès devant la CVMO
Le 27 octobre 2008, le Groupe financier Norshield, Xanthoudakis et deux autres ex-dirigeants, soit Dale Smith et Peter Kefalas, ont commencé à subir leur procès devant la CVMO, à Toronto. Ils étaient accusés de ne pas avoir agi « honnêtement et de bonne foi avec leurs clients » et d’avoir fait de fausses déclarations au personnel de la CVMO dans le but de « cacher des violations à la loi sur les valeurs mobilières ».
Le 8 mars 2010, Xanthoudakis, Smith et Kefalas ont été trouvés coupables de la plupart des infractions reprochées par les enquêteurs de la CVMO. Les trois commissaires de la CVMO ont conclu que les accusés avaient sciemment et artificiellement « gonflé la valeur » des parts des investisseurs en procédant à des transactions fictives de plusieurs dizaines de millions $. La CVMO a de plus statué que le prospectus fourni aux investisseurs était « trompeur » à l’égard du type et du degré de risque de levier utilisé par le groupe Norshield.
En août 2010, la CVMO a sévi contre Xanthoudakis et Smith en leur imposant au moins 4,5 millions $ en amendes et en frais juridiques, et en les bannissant à vie du commerce des valeurs mobilières et de la gestion d'entreprises cotées en Bourse.
En novembre 2011, Xanthoudakis et Smith ont perdu leur appel contre la décision rendue par la CVMO.

## Poursuites de l’AMF
Le 31 mars 2010, l'AMF a intenté, devant la Cour du Québec, des poursuites pénales à l'encontre de René Joubert, René Proteau, Yves Tardif, Michel L'Italien, William Marston, Francesco Iacono, Marc-André Froment, Enrico Bruni, Éric Couture, Claude Tardif et Christophe Balayer. L’AMF leur reprochait la vente illégale de quatre véhicules de placement liés à Norshield, soit Olympus International Preferred Fund Ltd., Globe-X Enhanced Yield Fund, Commax Management inc. et Balanced Return Fund, auprès d’une cinquantaine de petits investisseurs, et demandait au tribunal d’imposer une amende totalisant 976 000 $.

## Accusations criminelles
Le 2 mars 2011, l’enquête de la SQ sur les transferts des fonds de Cinar a débouché sur la mise en accusation de Xanthoudakis. Deux anciens dirigeants de Cinar, Ronald Weinberg Hasanain Panju, ainsi que Lino Pasquale Matteo, ex-président et chef de la direction de Mount Real, ont eux aussi été inculpés. Xanthoudakis s’est livré aux autorités policières le 15 mars. Il a alors été accusé de vingt-cinq chefs d’accusation criminels de fraude. Il a été remis en liberté moyennant une hypothèque légale de 100 000 $ sur une résidence de la place Félix-Guyon, à Laval. Il a également dû remettre son passeport et s’engager à s'abstenir de communiquer avec ses trois coaccusés et les témoins dans cette affaire.

## Textes intégraux des jugements
```
   Cour supérieure du Québec, 
« Globe-X Management Limited (Re), 2005 QSCS 56268 »
, 
19 janvier 2005
. Consulté le 
27 août 2012
.
```

```
   Cour d'appel du Québec, 
« Globe-X Management Ltd. (Proposition de), 2006 QCCA 290 »
, 
3 mars 2006
. Consulté le 
27 août 2012
.
```

```
  Bureau de décision et de révision en valeurs mobilières, 
« Autorité des marchés financiers c. Gestion de placements Norshield (Canada) ltée, 2005 QCBDRVM 12 »
, 
2 juin 2005
. Consulté le 
29 août 2012
.
```

```
 Cour supérieure du Québec, 
« Cinar Corporation c. Xanthoudakis, 2005 CanLII 23655 QCCS »
, 
5 juillet 2005
. Consulté le 
29 août 2012
.
```

```
 Ontario Superior court of justice, 
« Xanthoudakis v. Ontario Securities Commission, 2011 ONSC 4685 »
, 
31 octobre 2011
. Consulté le 
29 août 2012
.
```